# Mandy Chiang
Mandy Chiang (cinese tradizionale: 蔣雅文; cinese semplificato: 蒋雅文; pinyin: Jiǎng Yǎwén; Hong Kong, 22 settembre 1982) è una cantante cinese, con base ad Hong Kong ed un contratto con l'etichetta discografica Emperor Entertainment Group, Music Icon Records.
La sua carriera musicale ha avuto inizio nel 2002, quando fu inserita insieme a Yumiko Cheng (鄭希怡) e Maggie Lau (劉思惠) nel trio canoro 3T, il quale però si sciolse subito dopo la pubblicazione del primo EP, 少女蝶. Nel 2005 Maggie tornò nel mondo della musica, formando un duo musicale insieme a Don Li, con il quale ha pubblicato tre album. A gennaio del 2007 è avvenuto l'ennesimo scioglimento, con conseguenti carriere soliste dei partner musicali. L'album di debutto solista di Maggie è stato pubblicato il 24 aprile 2007, con il titolo Other Half.
Oltre alla musica, Chiang è apparsa in diverse serie televisive e film.

## Filmografia
- The Twins Effect (2003)
- Anna in Kungfu-Land (2003)
- New Police Story (2004)
- Yarudora (2005)
- Rob-B-Hood (2006)
- Luxury Fantasy (2007)
- Whispers and Moans (2007)
- A Mob Story (2007)
- The Sparkle in the Dark (2008)
- Yes! I Can See Dead People (2008)
- A Decade of Love (2008)

### Serie televisive
- All About Boy'z (2002)
- Kung Fu Soccer (2005)

## Discografia
- 3T - Butterfly (2003)
- Don & Mandy (2005)
- Don & Mandy - Rainy Lover (2006)
- Don & Mandy - Winter Lover (2006)
- Mandy Chiang - Other Half (2007)
- Mandy Chiang - Winter Story (2007)